# Ocnogyna arenosa
Ocnogyna arenosa là một loài bướm đêm thuộc phân họ Arctiinae, họ Erebidae.